# Mesolithisches Grab bei Unseburg
Das mesolithische Grab bei Unseburg wurde bei Ausgrabungen gefunden, die zwischen 1984 und 1999 auf dem Weinberg, einer flachen Spornlage bei Unseburg, einem Ortsteil der Gemeinde Bördeaue im Norden des Salzlandkreises in Sachsen-Anhalt durchgeführt wurden. Eine durchgeführte C14-Datierung ergab für das Unseburger Grab ein Radiokohlenstoffjahr zwischen 6550 und 6390 v. Chr., womit eine chronologische Einordnung in das Mesolithikum (ca. 9000–5500 v. Chr.) gegeben wäre. Es handelt sich um die älteste bekannte Bestattung in Sachsen-Anhalt.

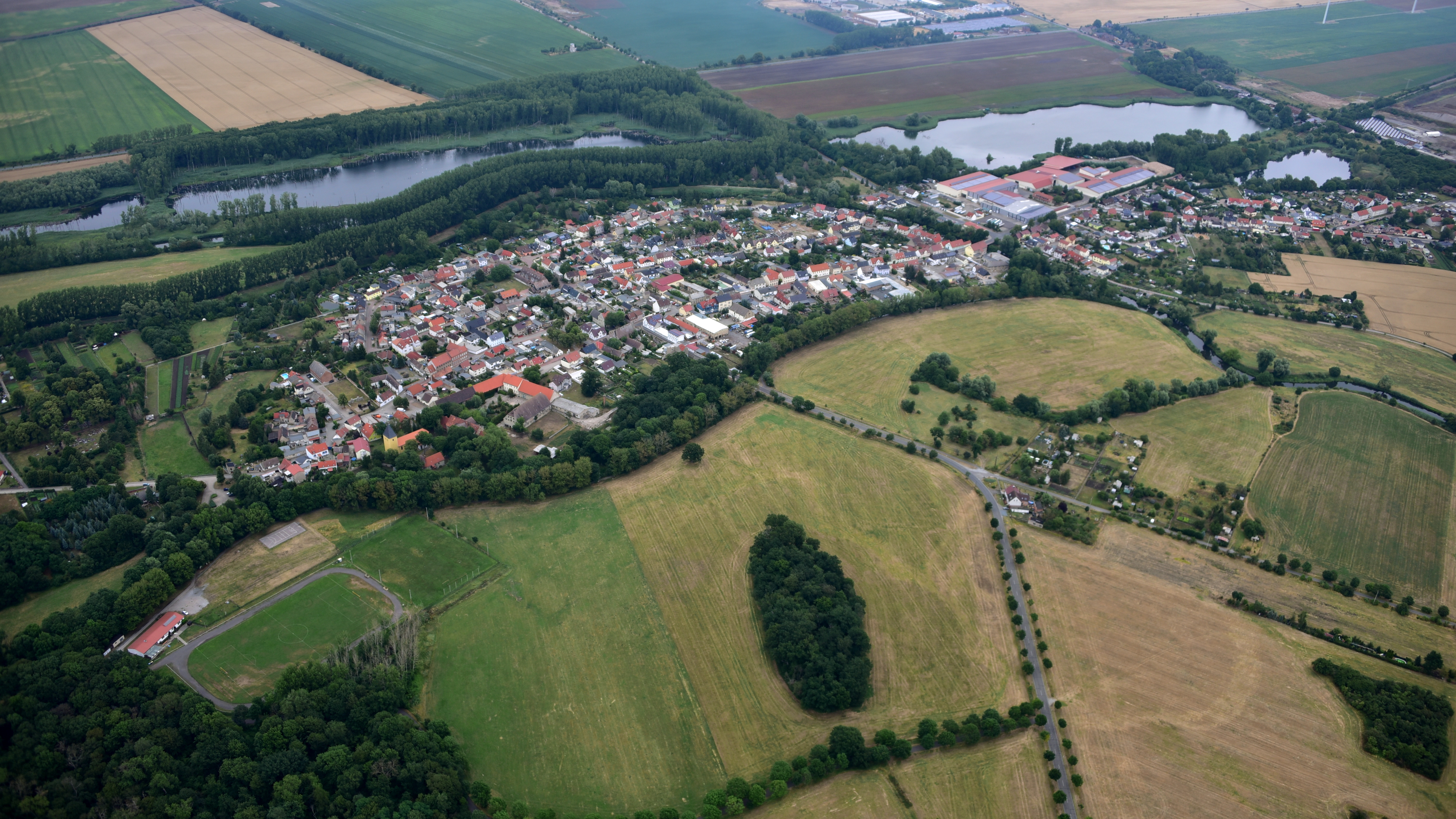
Luftbild von Unseburg

## Wissenschaftliche Erkenntnisse
Bei Grabungen im Zuge der Verlegung der Bode in Verbindung mit dem Braunkohletagebau kamen aus unterschiedlichen Epochen reiche Funde zutage. Neben dem mesolithischen Grab ist die Jungsteinzeit durch eine Siedlung und Gräber belegt. Außerdem fanden sich frühbronzezeitliche Siedlungsgruben sowie Grabbefunde und Befestigungsgräben aus dem Zeitraum zwischen der jüngeren Bronze- und der römischen Kaiserzeit.
Das mittelsteinzeitliche Grab fiel zunächst als nord-süd gerichtete, jedoch humuslos verfüllte Grube auf, in deren Planum ein menschlicher Schädel zu erkennen war. Die Grabgrube schien eine Siedlungsgrube zu schneiden, die ins 4. Jahrtausend v. Chr. datiert und der jungsteinzeitlichen Walternienburg-Bernburger Kultur angehörte. Meist deutet eine solche Überschneidung auf einen jüngeren und nicht auf einen älteren Komplex. Deshalb ging man zunächst von einer Bestattung der Glockenbecherkultur vom Ende des 3. Jahrtausends aus.
Beim Freilegen des Skelettes zeigte sich jedoch, dass die mit Mutterboden angefüllte längliche Siedlungsgrube nur wenige Zentimeter tief war. Die Träger der Bernburger Kultur, hatten ihre Ausschachtung pietätvollerweise beendet, als sie auf den Schädel stießen, der also zu einem älteren Befund gehörte.
Ein solcher für Mitteleuropa seltener Befund musste unbedingt im Block geborgen werden. Die Freilegung im Landesmuseum bestätigte das sorgsame Vorgehen auf unerwartete Weise. Bei der „Ausgrabung von unten“, denn der Block wurde gewendet, wurden zwei „mikrolithische Dreiecke“ typische, spitz zugerichtete Feuersteinwerkzeuge aus der mittleren Steinzeit entdeckt. Damit war das Grab der dritte derartige Befund in Sachsen-Anhalt. Die anthropologische Untersuchung zeigte, dass es sich um die Bestattung einer jungen Frau handelt. Die Ursache für das Fehlen von Humus in der Grubenfüllung bleibt ungeklärt.